# Erdbebenskala
Eine Erdbebenskala dient dem Vergleich der Stärke bzw. Auswirkung von Erdbeben.
Zur Beschreibung von Erdbeben werden in der Seismologie zwei grundsätzlich verschiedene Arten von Skalen benutzt:
- Die am Ort des Erdbebens freigesetzte Energie wird auf einer Magnituden-Skala eingeordnet, während
- die Auswirkungen der Erschütterungen an einem vom Erdbeben betroffenen Punkt der Erdoberfläche mittels einer Intensitäts-Skala beschrieben werden.[1]

## Überblick
Die Schwere eines Erdbebens wird sowohl durch Magnitude als auch durch Intensität beschrieben. Diese beiden oft durcheinandergebrachten Begriffe beziehen sich auf verschiedene, aber miteinander verbundene Beobachtungen. Magnitude wird normalerweise mit arabischen Zahlen abgekürzt und charakterisiert die Stärke eines Erdbebens durch die indirekte Messung der freigesetzten Energie. Im Unterschied dazu wird die Intensität meist durch römische Zahlen angegeben und beschreibt die lokalen Auswirkungen und das Schadenspotenzial in Bezug auf Menschen, Tiere, Gebäude und natürliche Objekte wie Gewässer oder Berge. Ein Erdbeben weist eine Magnitude auf, jedoch viele Intensitäten, da die Auswirkungen je nach den äußeren Umständen wie die Entfernung vom Epizentrum, den Aufbau des Bodens und die Bauweise von Gebäuden unterschiedlich ausfallen. In der Praxis können für ein Beben auch unterschiedliche Magnituden  angegeben werden, da eine Reihe verschiedener Magnitudenskalen existiert. Diesen liegen unterschiedliche Messmethoden zu Grunde, so dass die Magnitudenwerte zum Teil deutlich voneinander abweichen können.
Charles Francis Richter, der Erschaffer der Richterskala, unterschied Intensität und Magnitude wie folgt:

„Ich verwende gerne die Analogie zu Radiosendungen. Sie trifft auf die Seismologie zu, denn Seismografen nehmen elastische Wellen auf, die von der Erdbebenquelle ausgestrahlt werden, genau wie Radioempfänger Radiowellen aufnehmen, die von einem Sender ausgestrahlt werden. Magnitude kann verglichen werden mit der Leistung in Kilowatt, die ein Sender ausstrahlt. Die lokale Intensität nach der Mercalliskala ist dann vergleichbar mit der Signalstärke am Empfänger an einem bestimmten Ort, beziehungsweise mit der Signalqualität. Die Intensität wird genau wie die Signalstärke im allgemeinen mit der Entfernung von der Quelle abnehmen, wenngleich sie genauso wie diese von den örtlichen Gegebenheiten wie dem Ausbreitungsweg zwischen Erdbebenquelle und dem bestimmten Ort abhängig ist.“

## Magnitudenskalen
Der erste Versuch, Erdbeben durch einen einzelnen absoluten Wert zu beschreiben, verwendete die Bezeichnung Magnitude in Anlehnung an die Magnitudenskala, die für die Helligkeit der Sterne in Gebrauch ist.

### Lokalmagnitude (Richterskala)
Die Lokalmagnitudenskala (ML), allgemein auch als Richterskala bekannt, ist eine quantitativ-logarithmische Skala. In den 1930ern entwarf der kalifornische Seismologe Charles F. Richter eine einfache numerische Skala, um die relative Größe von Erdbeben in Südkalifornien zu beschreiben. Die Bezeichnung „Richterskala“ wurde von Journalisten geprägt und wird in der Fachliteratur nicht verwendet. ML wird bestimmt durch die Messung des Maximalausschlags auf einem Seismogramm, das auf einem Wood-Anderson-Torsionsseismometer (oder einem auf ein Wood-Anderson-Torsionsseismometer kalibriertes Seismometer anderer Bauart) aufgezeichnet wurde.
Andere jüngere Magnitudenmessungen sind etwa die Messung der Raumwellenmagnitude (body-wave magnitude) mB, der Oberflächenwellenmagnitude (surface wave magnitude) MS oder der Abkling- oder Codamagnitude (duration magnitude) MD. Jede dieser alternativen Magnituden ist so skaliert, dass sie ähnliche Werte wie die Lokalmagnitudenskala ergibt. Weil sie jedoch auf der Messung jeweils unterschiedlicher Bereiche des Seismogramms beruhen, bilden sie nicht immer die Gesamtstärke des Bebens ab. Insbesondere kann bei starken oder sehr starken Beben eine Sättigung eintreten, das heißt, dass die Stärke des Bebens systematisch unterschätzt wird. Dieses Problem tritt bei der Lokalmagnitudenskala bereits bei Stärke von etwa 6 auf, während es im Falle der Oberflächenwellenmagnitude erst ab etwa 8 einsetzt. Trotz der Begrenzungen der älteren Magnitudenskalen werden sie noch vielfach verwendet:
- weil sie schnell berechnet werden können
- weil Kataloge solcher Magnituden Jahrzehnte zurückreichen und somit einfach vergleichbar sind
- weil sie für den Großteil der beobachteten seismischen Ereignisse ausreichen
- weil die Öffentlichkeit damit vertraut ist.

### Momenten-Magnitude
Wegen der prinzipiellen Beschränkung der Magnitudenskalen wurde 1977 eine einheitlich anwendbare Magnitudenskala von Hiroo Kanamori entworfen, die Momenten-Magnituden-Skala (moment magnitude) MW. Vor allem für starke und sehr starke Erdbeben liefert die Momenten-Magnituden-Skala die verlässlichste Aussage über die Stärke eines Erdbebens. Dies hängt damit zusammen, dass sie das Konzept des seismischen Moments verwendet, das vom Konzept des Moments in der Physik abgeleitet ist. Es gestattet Rückschluss auf die Größe eines Erdbebens – insbesondere die Größe des zu Grunde liegenden Störungsbruchs und den Versatz auf der Störungsfläche – sowie die physikalische Energie, die es freisetzt. Dieses Konzept erlaubt es, nicht nur das seismische Moment aus dem Seismogramm abzuleiten, sondern es durch Erfassung geologischer Einzelheiten wie die Größe des Störungsbruchs und den Versatz sozusagen rückwärts auszurechnen. 
Die Werte für bisher registrierte Erdbeben umspannen mehr als 15 Magnituden.

## Intensitätsskalen
Die erste einfache Einteilung von Erdbeben nach Intensität wurde von Domenico Pignataro in den 80er Jahren des 18. Jahrhunderts entwickelt. Als erste Intensitätsskala im heutigen Sinne kann jedoch erst die von P.N.G. Egen im Jahr 1828 entworfene Skala gelten, der mit ihr jedoch seiner Zeit voraus war. Allgemeine Anerkennung fand erst die Rossi-Forel-Skala, die im späten 19. Jahrhundert eingeführt wurde. Seitdem sind zahlreiche Intensitätsskalen entwickelt worden. Die verwendete Skala ist je nach Land unterschiedlich: in den Vereinigten Staaten ist die Modifizierte Mercalliskala (MM) in Gebrauch, während in der Europäischen Union die Europäische Makroseismische Skala (EMS) Verwendung findet, in Japan die JMA-Skala sowie in Indien, Israel und Russland die Medwedew-Sponheuer-Kárník-Skala (MSK-64). Fast alle dieser Skalen haben 12 Intensitätsgrade, die sich wertemäßig in etwa entsprechen, in Bezug auf die Ausformulierung und Detailtiefe jedoch unterschiedlich sind.